# Mountain View
Mountain View je město v okrese Santa Clara County ve státě Kalifornie ve Spojených státech amerických. Jedná se o součást aglomerace San Francisco Bay Area a také tzv. Silicon Valley.

## Historie
Tuto oblast obýval indiánský kmen Ohlone. Roku 1777 byla založena misie Santa Clara de Asís jako součást mexického území. Území bylo využíváno jako pastviny pro dobytek, po mexicko-americké válce je získaly v roce 1848 Spojené státy. Roku 1852 zde byla vybudována dostavníková zastávka (poblíž Grant Road a El Camino Real) pro dopravu mezi městy San Francisco a San Jose. Kolem této stanice se postupem času vytvářela osada. Počátky města sahají do konce 19. století, kdy místo fungovalo jako řádná poštovní a dostavníková zastávka. Později začalo být více obydlováno, otevřela se zde škola, začaly zde vycházet noviny Mountain View Register , Roku 1902 se Mountain View stalo městem, roku 1909 zde byla postavena radnice.

## Ekonomika
Mountain View je jedním z měst, která vytváří Silicon Valley. Sídlí zde řada počítačových firem, jako jsou Synopsys, LinkedIn, Intuit Inc., AMD, Google, Facebook a další. Sídlo zde má také např. výrobce technologií autonomního řízení společnost Waymo a výrobce elektrických skateboardů Boosted. Největším místním zaměstnavatelem je společnost Google, u které pracuje přibližně dvanáct tisíc lidí. Tomuto areálu se říká Googleplex.

## Demografie
Podle sčítání lidu z roku 2010 zde žilo 74 066 obyvatel.

### Rasové složení
- 56,0% Bílí Američané
- 2,2% Afroameričané
- 0,5% Američtí indiáni
- 26,0% Asijští Američané
- 0,5% Pacifičtí ostrované
- 9,8% Jiná rasa
- 5,1% Dvě nebo více ras

Obyvatelé hispánského nebo latinskoamerického původu, bez ohledu na rasu, tvořili 21,7% populace.